# 母音法
母音法（ぼいんほう）は、演劇において母音語である日本語を明晰で耳に美しく響かせるための発声方法。おもに劇団四季が使っている。 
台詞の子音をすべて外して母音だけで発声することにより、胸式呼吸から腹式呼吸になり、一音一音を切って発音することにより言葉の切れが良くなり、台詞はより明晰になるというもの。また、日本語の音便（長音・撥音・促音）のうち、長音便を特に重視する（所属俳優がマスコミ等のインタビューで、「運命（うんめい）、四季的には「うんめえ」なんですけど…」と念を押す姿がしばしば見られる）。
訓練方法としては、例えば「おはようございます」を「おあおーおあいあう」と母音だけで発音し、一つ一つの母音が等間隔に並ぶよう何回も訓練し、出来るようになったら子音を入れてみるという形がとられる。

## 母音法の歴史
母音法の発祥については、劇団四季の旗揚げ公演『アルデールまたは聖女』（1954年）にまでその端緒を遡れる。この舞台を見た浅利慶太の父（演劇業界内部者・浅利鶴雄=三田英児）が観劇の感想として、「セリフがよく聞き取れなかった」と答えた、それ以来台詞術は劇団四季の大きな課題となった。その後、「ピアノ協奏曲でオーケストラの音の壁をピアノの音が抜けて観客に聞こえるためには、一音一音が真珠の粒のように同じ大きさできれいに揃って等間隔になってなければならない」という小澤征爾の言葉に着想を得て、母音の研究に着手、『ヴェニスの商人』（1980年）から取り入れられた。この結果、早口でも明瞭に台詞を伝えることが可能な発声法として完成の域にある。